# Soorts-Hossegor
Soorts-Hossegor är en kommun i departementet Landes i regionen Nouvelle-Aquitaine i sydvästra Frankrike. Kommunen ligger i kantonen Soustons som tillhör arrondissementet Dax. År 2022 hade Soorts-Hossegor 3 669 invånare.

## Befolkningsutveckling
Antalet invånare i kommunen Soorts-Hossegor
Referens:INSEE